# Ancylolomia aduncella
Ancylolomia aduncella là một loài bướm đêm trong họ Crambidae.